# Nguyễn Văn Dư
Nguyễn Văn Dư là Thiếu tướng Công an nhân dân Việt Nam, nguyên Phó Tổng cục trưởng Tổng cục Hậu cần - Kỹ thuật, Bộ Công an.

## Tiểu sử
Từ năm 2008 đến năm 2012, Nguyễn Văn Dư là Đại tá, Tổng Giám đốc Tổng Công ty Viễn thông Toàn cầu, Bộ Công an (GTEL).
Từ tháng 2 năm 2015 đến tháng 9 năm 2017, Nguyễn Văn Dư là Thiếu tướng Công an nhân dân Việt Nam, Phó Tổng cục trưởng Tổng cục Hậu cần - Kỹ thuật, Bộ Công an.
Tháng 7 năm 2016, Nguyễn Văn Dư là Thiếu tướng, Chủ tịch hội đồng thẩm định dự án hệ thống giám sát xử lý vi phạm trật tự an toàn giao thông đường bộ thí điểm trên tuyến cao tốc Nội Bài - Lào Cai, Bộ Công an.

## Lịch sử thụ phong quân hàm
- Đại tá
- Thiếu tướng (2015)